# Dan Bilzerian

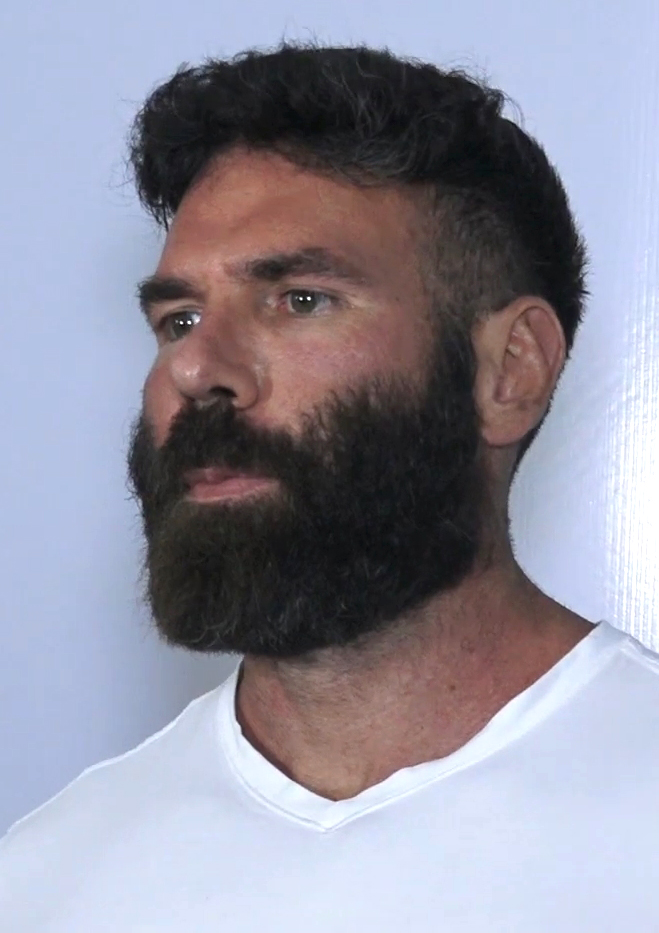
Dan Bilzerian (2019)

Dan Brandon Bilzerian (armenisch Տան Պիլզերեան, * 7. Dezember 1980 in Tampa, Florida) ist eine US-amerikanische Social-Media-Persönlichkeit.

## Persönliches

### Leben und Herkunft
Dan Bilzerian ist der ältere Sohn von Terri Steffen und Paul Bilzerian, einem US-amerikanischen Corporate Raider mit armenischen Wurzeln. Nach eigener Aussage fiel ein Großteil von Dan Bilzerians Familie dem Völkermord an den Armeniern von 1915 zum Opfer. Sein jüngerer Bruder ist Adam Bilzerian. Seit dem 27. August 2018 besitzen Dan und Adam Bilzerian sowie der Vater Paul die armenische Staatsbürgerschaft. Dan Bilzerian registrierte sich zudem bei den Streitkräften Armeniens.
Der Vater Paul Bilzerian wurde durch umstrittene Geschäftspraktiken bekannt, für die er in einem Prozess von 1989 bis 1991 zu einer mehrjährigen Haftstrafe verurteilt wurde. Nach einer Verurteilung zu 62 Millionen US-Dollar Strafzahlung in einem weiteren Gerichtsprozess gegen die US-Börsenaufsicht meldete Paul Bilzerian Insolvenz an. Große Summen seines Vermögens hatte er da bereits an Familienmitglieder übertragen, insbesondere die Familie seiner Frau und auf einen Trust-Fund für den Sohn Dan. Bilzerian ist somit Erbe eines Vermögens, das auf ungefähr 100 bis 140 Millionen US-Dollar geschätzt wird und in einem komplexen Firmenkonglomerat verteilt liegt, welches etwa auch Markenrechte auf sein Porträt besitzt. Im Jahr 2016 erzielte Bilzerian Einnahmen von 9 Millionen US-Dollar.

### Ausbildung
Dan Bilzerian verpflichtete sich 1999 bei der US Navy und begann die Ausbildung bei den US Navy Seals. Dort wurde er nach vier Jahren, kurz vor dem Abschluss der ersten Phase des SEAL-Trainings (BUD/S), wegen öffentlicher Beleidigung seines Kommandanten unehrenhaft entlassen. Er begann daraufhin ein Studium der Wirtschaft und der Kriminologie an der University of Florida.

### Antisemitismus
Seit dem Terrorangriff der Hamas auf Israel am 7. Oktober 2023 verbreitet Bilzerian antisemitische Verschwörungstheorien. In Interviews und Beiträgen auf Plattformen wie Instagram und X äußert Bilzerian regelmäßig Vorwürfe, Israel habe den Angriff inszeniert, und leugnet die von der Hamas getätigten Gräueltaten. In einem Interview mit Piers Morgan vertrat er revisionistische Positionen zum Holocaust. So bestritt er etwa die Anzahl von ca. sechs Millionen getöteten Juden. Bilzerian stellt Juden allgemein als Täter historischer Verschwörungstheorien dar, indem er etwa behauptet, „sie [Juden] haben John F. Kennedy ermordet“ oder indem er die Terroranschläge am 11. September 2001 mit jüdischen Gruppen in Verbindung bringt. Zudem verbreitet er falsche oder verzerrte Zitate aus dem Talmud, die angeblich Gewalt gegen Nichtjuden rechtfertigen sollen. Bilzerians Verschwörungsbehauptungen und Falschinformationen werden von Experten als antisemitische Hetze bezeichnet.

## Lebensstil
Bilzerian pflegt einen sehr ausschweifenden Playboy-Lebensstil und lässt sich gerne mit Luxusautos, Waffen, Geld, Privatjets und leicht bekleideten Frauen fotografieren. Diese Bilder werden regelmäßig auf verschiedenen Social-Media-Plattformen veröffentlicht, insbesondere Instagram. Da er dort mit diesen Bildern mehrere Millionen Anhänger gewann, wurde Bilzerian auch als King of Instagram bekannt. Nach eigenen Angaben hatte er aufgrund dieses Lebensstils bereits mehrere Herzinfarkte.
Bilzerian gewann mehrfach hohe Summen bei risikoreichen und publicityträchtigen Wetteinsätzen. Er spielte auch Poker und errang bei der Poker-Weltmeisterschaft 2009 in Las Vegas den 180. Platz. Er trat nach eigenen Angaben bereits mehrfach als Investor und Unternehmensgründer in Erscheinung, so etwa als Kapitalgeber für die von Februar 2010 bis Mai 2011 operierende Onlinepoker-Plattform Victory Poker. Seit Anfang Dezember 2020 ist er ein Repräsentant der Onlinepoker-Plattform GGPoker.
In mehreren US-amerikanischen Filmen belegte Bilzerian kleine Nebenrollen. In Olympus Has Fallen – Die Welt in Gefahr übernahm er eine Rolle als Stuntman. Weitere Auftritte hatte er in Lone Survivor (er hatte selbst eine Million Dollar investiert, um die Sprechrolle zu erhalten), Die Schadenfreundinnen, The Equalizer und Cat Run 2.
Im April 2014 erlangte er Bekanntheit, als ein Video im Internet veröffentlicht wurde, das ihn dabei zeigt, wie er versucht, die Pornodarstellerin Janice Griffith von einem Hausdach in einen Pool zu werfen. Dies missglückte jedoch, Griffith landete auf dem Beckenrand und brach sich den linken Fuß.
Seine Ankündigung im Juni 2015, als Kandidat bei der Präsidentschaftswahl in den Vereinigten Staaten 2016 anzutreten, wurde von den US-Medien als eher humorvoll eingestuft. Nach ersten Wahlpartys, unter anderem in Nachtclubs in New York, Boston und Las Vegas, wurde der „Vorwahlkampf“ Bilzerians deutlich leiser. Im Dezember 2015 gab er anlässlich eines persönlichen Zusammentreffens bekannt, dass er wieder Donald Trump unterstütze.
Im Oktober 2017 war Bilzerian während des Massenmordes in Las Vegas anwesend. Er floh zunächst in Sicherheit und beschrieb die Geschehnisse, kehrte dann an den Ort des Geschehens zurück, wo er die Polizei um eine Schusswaffe bat, was abgelehnt wurde, und fuhr darum schließlich nach Hause. Für seine selbstgefilmten und via Snapchat und Twitter geteilten Handlungen wurde er im Anschluss im Netz harsch kritisiert: diese Art der heuchlerischen Selbstdarstellung während eines realen Unglücks sei ekelhaft und nicht hilfreich gewesen.

## Weblink
- Dan Bilzerian bei Instagram